# Domingos Fernandes Calabar
Pour les articles homonymes, voir Calabar (homonymie).
 (février 2014).
Si vous disposez d'ouvrages ou d'articles de référence ou si vous connaissez des sites web de qualité traitant du thème abordé ici, merci de compléter l'article en donnant les références utiles à sa vérifiabilité et en les liant à la section « Notes et références ».
Domingos Fernandes Calabar (1600-1635) fut propriétaire de plantation dans la capitainerie de Pernambuco, il fut l'allié des Néerlandais qui avaient envahi le Nordeste du Brésil.
Calabar, comme Benedict Arnold pour les Américains du nord, est considéré comme le plus grand traître de l'histoire du Brésil.

## Biographie
On sait peu de ce personnage controversé de l'histoire du Brésil: né en Alagoas, qui faisait alors partie de la Capitainerie de Pernambuco, autour de 1600. Il a été baptisé catholique le 15 mars 1610. Mulâtre, il a étudié chez les jésuites, et en s'enrichissant grâce à la contrebande, il arrive à devenir propriétaire d'usines à sucre. Plusieurs chroniqueurs qualifient, cependant, Calabar de mamelouk (métis d'indien et de blanc) et non de mulâtre.

## Contre les Hollandais
En 1580, le Portugal était passé sous domination espagnole. Les Pays-Bas étaient jusque-là alliés des Portugais, mais grands ennemis des Espagnols. Ceux-ci, compte tenu de l'intensité des échanges portugais avec les Hollandais, établirent une trêve, en vigueur jusqu'en 1621, lors de la reprise des affrontements.
Est alors fondée, aux Pays-Bas, la Geoctroyeerde West-Indische Compagnie : la Compagnie patentée des Indes occidentales. Après avoir envahi Bahia, il en furent expulsés en 1625. Ils continuèrent à attaquer les navires espagnols et, le 13 février 1630 déclenchèrent une attaque sur la ville de Olinda.
Le petit-fils de Duarte Coelho, Matias de Albuquerque, venu d'Espagne, se rend au Brésil pour coordonner la défense du pays. Il reçut peu d'aide au Portugal (27 soldats), mais en arrivant sur place, il enrôle des hommes parmi les autochtones afin de l'aider à la défense du pays. Néanmoins, il perd d'abord Olinda, puis Recife. Se retirant, il commence un combat d'escarmouches qui inflige de dures défaites aux envahisseurs
Domingos Fernandes Calabar apporta une grande contribution dans ces embuscades, grâce à sa connaissance approfondie du terrain – composé sur la côte, de baies, de mangroves, de rivières et de plages - auxquels les Hollandais étaient habitués – et à l'intérieur, dans les forêts, auxquelles ce peuple côtier ne s'était pas adapté.
Marchand et contrebandier, Calabar passait son temps à parcourir ces chemins, et grâce à son aide les Hollandais se sont trouvés contraints d'abandonner Olinda, qu'ils incendient, en se concentrant sur Recife.

## Calabar change de camp
Pour des raisons qui ne seront jamais entièrement démêlées, Calabar change de côté en avril 1632. Par ambition, désir de récompense de la part des envahisseurs, convaincu qu'ils seraient victorieux à la fin, ou même peut-être en supposant que ces colonisateurs apporteraient plus de progrès au pays que les portugais - le fait est que Calabar trahit ses anciens alliés.
Pendant deux ans, il avait servi parmi ses compatriotes, fut blessé à deux reprises et gagna une certaine réputation. Robert Southey (Histoire du Brésil, vol. I, page 349) affirme :
Si, ayant commis un crime, il a fui pour échapper au châtiment; si le traitement reçu par le commandement lui a déplu, ou, ce qui est plus probable, si en trahissant il a espéré améliorer son sort, on ne le sait pas. Mais c'est le premier habitant de Pernambuco qui a fait défection vers les Pays-Bas, et s'il avait été donné à ceux-ci de faire un choix, il n'en aurait pas fait d'autre, tant il était actif, habile, entreprenant et désespéré, et personne ne connaissait mieux que lui le pays et la côte.
L'avantage avait changé de camp - et les Hollandais gagnent de plus en plus de territoires, ayant maintenant de leur côté les connaissances nécessaires: ils prennent les villes de Goiás et Igaraçu, l'île d'Itamaraca et même le fort de Rio Formoso.
Son aide fut si précieuse que même le fort des Três Reis Magos, dans le Rio Grande do Norte, tomba sous le contrôle des envahisseurs qui, avec la participation directe de Calabar détruisirent l'usine à sucre de Ferreiro Torto. Leur domaine s'étendait alors du Rio Grande jusqu'à Recife. En dehors de Calabar, des Nouveaux Chrétiens, des noirs, des indiens et des mulâtres rejoignirent le camp adverse.
Pudsey, mercenaire anglais au service de la Hollande, décrit Calabar avec une grande admiration :
Nous n'avons jamais rencontré un homme aussi adapté à nos fins (...), il prenait un bateau et nous emmenait en territoire ennemi pendant la nuit, où nous pillions les habitants et plus il pouvait causer de dégâts à ses compatriotes, plus sa joie était grande. (Robert Southey, Histoire du Brésil, vol. I)

## La capture
Forcé de reculer de plus en plus Matias de Albuquerque se retire à Alagoas. Les combats durent pendant cinq ans. Albuquerque avait avec lui environ huit mille hommes. Près de Porto Calvo, il rencontre un groupe d'environ 380 Néerlandais, dont Calabar lui-même. L'un des habitants de cet endroit - Sebastian Souto - propose ses services pour une embuscade et les choses commencent à prendre une nouvelle direction.
En utilisant ce volontaire, fidèle aux Portugais, le plan était d'infiltrer les rangs ennemis. Souto va voir le commandant néerlandais Picard, lui disant qu'il a changé de camp, et le convainc d'attaquer les forces de Albuquerque, rapportant qu'ils n'avaient pas plus de 200 hommes.
Picard et les siens tombent dans le piège, parmi eux le transfuge Calabar - les néerlandais se rendent, et Calabar est fait prisonnier.

## Une exécution exemplaire
Considéré comme le plus vil traître Portugais - Calabar est condamné à mort. Il fut garrotté (il n'y avait pas de possibilité de monter une potence, dans les circonstances) et écartelé, et ses restes furent exposés sur la palissade de la forteresse - montrant ainsi à ceux qui voudraient changer de bord ce qui leur était réservé.
Concernant cet épisode, Robert Sou They (Histoire du Brésil, vol. I) raconte :
Il reçut la mort avec tant de patience, montrant tant de signes d'une contrition sincère pour tous ses méfaits, accompagnée par l'espoir si dévot du pardon, que le prêtre qui l'accompagnait dans ses derniers moments ne conserva aucun doute sur le salut du condamné. Son confesseur, le Père Manuel do Salvador, qui prit plus tard une part importante dans cette longue lutte, nous laissant une histoire unique et intéressante de cet épisode.
Prié de dire s'il connaissait un portugais qui était en correspondance avec l'ennemi, Calabar répondit qu'il savait beaucoup sur ce chapitre, et que les personnes impliquées n'étaient pas parmi les moins importantes.
À Porto Calvo, maintenant sous le commandement de Arciszewski, les Néerlandais lui rendirent des honneurs funèbres - lui à qui ils devaient effectivement beaucoup de leur succès.
Deux ans plus tard, en 1637, débarque au Brésil le prince Maurice de Nassau. Nassau contribua à ce que beaucoup ont, aujourd'hui, l'idée que la colonisation hollandaise aurait été meilleure que d'autres, ce qui est peu crédible en regard de son retrait du Brésil, accusé de porter préjudice à la Compagnie des Indes occidentales, en reprenant le modèle classique de l'exploitation exhaustive - qui a forcé la révolte des Brésiliens, dont André Vidal de Negreiros, Filipe Camarão et Clara Camarão, ou Henrique Dias, considérés comme héros de l'expulsion des Hollandais.

## D'autres regards
Le compositeur Chico Buarque, écrit avec Ruy Guerra, en 1973, une pièce intitulée " [3] "dans laquelle pour la première fois la condition de traître de Calabar était revisitée. Mais cette position était due beaucoup plus à l'intention de dénoncer la situation de dictature de l'époque, qu'à un point de vue historiographique sur les faits du XVIIe siècle.
À Salvador (Bahia), il y a des quartiers avec le nom "Calabar". À travers ces «hommages», certains historiens cherchent à justifier l'attitude de Calabar, sans toutefois noter que celui-ci était d'abord allié des Portugais, avait gagné leur confiance - pour ensuite servir les ennemis dans une position privilégiée.
L'auteur, journaliste et historien de l'État de Alagoas Romeu de Avelar (1893-1972) fut le premier à écrire un livre (Calabar) en 1938, contestant l'idée que Calabar aurait été, de fait, un traître. À l'époque, il fut considéré comme subversif et son livre fut saisi par les autorités. Il y affirme hardiment que Dominigos Calabar, étant brésilien et non portugais, avait le droit de choisir de quel côté se battre. Avelar nous montre un Domingos Calabar non seulement courageux mais aussi patriote. Selon l'auteur, « Domingos Fernandes Calabar était un insurgé et un visionnaire qui anticipa la révolution historique et libérale du Brésil » (Calabar 1938). Le livre fut publié à nouveau en 1973 après la mort de l'auteur l'année précédente.